# 宋沆
宋沆（?—?），宋太宗年間官左正言。宰相吕蒙正妻族，也被吕蒙正所提拔。淳化二年（991年），上疏請立許王趙元僖為皇太子，詞意狂率，忤怒太宗，被贬。